# 法蘭切斯科·瑪利亞一世·德拉羅維雷
法蘭切斯科·瑪利亞一世·德拉羅維雷（義大利語：Francesco Maria I della Rovere，1490年3月22日—1538年10月20日），教宗儒略二世的姪子，1508年繼承舅父圭多巴爾多·達·蒙特費爾特羅成為烏爾比諾公爵。